# Paranoia
Per paranoia si intende una psicosi caratterizzata da un delirio cronico, basato su un sistema di convinzioni, principalmente a tema persecutorio, non corrispondenti alla realtà. Questo sistema di convinzioni si manifesta sovente nel contesto di capacità cognitive e razionali altrimenti integre. La paranoia non è un disturbo d'ansia, bensì una psicosi. Si tratta, in sostanza, non di una sensazione di ansia o di paura, ma di disturbi di pensiero (giudizio distorto, sbagliato) di cui il paziente non ha coscienza.
Il termine (che deriva dal greco antico παράνοια?, "follia, insensatezza") è stato usato storicamente con diverse sfumature di significato, ed oggi non è più incluso nella terminologia internazionale ufficiale relativa alle patologie mentali, essendo stato sostituito dal concetto più generale, ma più chiaramente definibile, di disturbo delirante di tipo persecutorio. Le alternative linguistiche, ora in disuso, al termine paranoia erano manie di persecuzione e monomania persecutoria.
I sintomi di paranoia possono altresì presentarsi in molti disturbi psichici come schizofrenia paranoide, parassitosi allucinatoria, disturbo bipolare in fase di mania e ciclotimia in fase di ipomania, disturbo paranoide di personalità, disturbo schizotipico di personalità, disturbo borderline di personalità, nella tossicodipendenza e in alcune patologie neurologiche.

## Descrizione
Nel significato corrente più abituale, in uso soprattutto nella letteratura psichiatrica anglosassone, il termine "paranoia" indica una contingenza di disturbo mentale lucido, caratterizzato dalla convinzione delirante del paziente di essere perseguitato (o, più specificatamente, dall'ideazione che qualcuno o qualcosa abbia intenzione di nuocergli). Questa condizione è spesso caratterizzabile come una degenerazione patologica di alcuni tratti caratteriali come la diffidenza, l'inclinazione al pregiudizio o l'insicurezza. Il sistema di credenze di tipo persecutorio viene elaborato dal paziente in modo lucido e sistematico, ovvero non viene in generale a mancare la funzione razionale. In questo senso la paranoia si può descrivere come un caso particolare di disturbo delirante.
Esempi piuttosto comuni sono la convinzione di essere pedinati e spiati, di essere avvelenati, di essere colpiti da qualche malattia prodotta da azioni nocive di persecutori, di essere circondati da persone inaffidabili o autrici di congiure, di essere vittima di parassiti (come nella parassitosi allucinatoria), di subire o aver subito lavaggi del cervello o controllo mentale, di essere allontanati dalla società verso posti lontani dove terzi potranno approfittare della propria mente. Ciò che per una persona normale può essere visto come un evento casuale, per un paranoide o un paranoico può essere considerato intenzionale. Perciò in caso di paranoia a tema persecutorio, quando scatta la paranoia, il paranoico attacca la persona di cui si sente vittima in modo del tutto ingiusto e irragionevole; qualunque risposta possa dare chi è aggredito viene interpretata come un tentativo di inganno e quindi rimugina, parla molto dei suoi problemi, ne controlla i comportamenti.
Uno dei sintomi più evidenti della paranoia è la mancanza di modestia e la totale scomparsa del senso di autoironia, sia rispetto a se stesso, sia rispetto agli incarichi o alle funzioni che svolge socialmente. Il paranoico ha infatti una struttura giudicante molto rigida, protegge il suo io con strutture della negazione e della proiezione, dopo che scatta la paranoia l'aggressività propria viene vista regolarmente nell'ambiente esterno. Il paranoico sviluppa quindi un atteggiamento antisociale, attribuendo alla società la paranoia stessa della quale il soggetto è vittima. È tipico il ribaltamento sulla società dei propri stessi atteggiamenti, per i quali il soggetto si sente vittima. Le caratteristiche ritenute cattive appartenenti alla propria persona vengono attribuite, proiettate all'esterno, su altre persone, o sull'intero ambiente, che verrà così percepito come costantemente ostile e pericoloso per la sopravvivenza dell'individuo. Il desiderio di vendetta che innesca questa lucida autoconvinzione è spesso causa di condotte socialmente pericolose. Molti serial killer sono stati identificati come paranoici. La loro volontà di vendetta era in realtà la voce incorporea della loro stessa paranoia, di cui molti si sono definiti vittime. Raramente i paranoici si considerano malati ed in genere si sottopongono a terapia solamente se fermamente invitati.
La paranoia può essere associata ad altre forme di psicosi, in particolare la schizofrenia, e quindi anche associarsi a fenomeni allucinatori; caratteristiche attenuate possono essere presenti in altre situazioni con diagnosi principalmente non-psicotica, come il disturbo paranoide della personalità. La discriminante tra un disturbo di personalità e una condizione psicotica è nel fatto che, oltre che pervasivi e improbabili, i timori paranoici di grado psicotico sono anche chiaramente irrealistici o impossibili, e si accompagnano a percezioni allucinatorie.
Alcune droghe, come le metamfetamine, possono portare all'insorgere di condizioni mentali paranoiche o rendere allucinatorie tendenze già presenti in forma latente.

### Storia del termine
"Paranoia" non è un neologismo composto; il termine esisteva già in greco, col significato generale di "follia". Fu introdotto nella psichiatria moderna nel XIX secolo, da Emil Kraepelin, che lo impiegò per descrivere ogni tipo di malattia mentale caratterizzata solo o soprattutto dalla presenza di un sistema di credenze illusorie, deviate, che in quanto tali alterano la percezione della realtà del paziente. In particolare, Kraepelin indicava come "paranoia pura" una condizione patologica caratterizzata dall'adesione a un sistema di credenze illusorio, senza alcun apparente deterioramento delle altre facoltà intellettuali, a prescindere dal fatto che tali credenze avessero o meno a che vedere con un complesso di persecuzione. Per esempio, chi si fosse persuaso di essere un profeta che parla con entità ultraterrene o aliene, sarebbe classificato da Kraepelin come 'puro paranoico'. Anche se la definizione di Kraepelin non è più usata, l'uso del termine "paranoico" in questo senso ampio sopravvive nella terminologia psichiatrica, che per esempio indica con l'espressione schizofrenia paranoide le forme di schizofrenia in cui false credenze siano predominanti.
Freud menzionò la paranoia nel 1895 in un documento noto come Minuta H, in effetti un allegato di una lettera di Freud al suo più stimato interlocutore, il dottor Fliess. Freud si riferiva al caso di una donna ossessionata da "voci interiori" che la criticavano.
Nel XX secolo si è andata via via imponendo l'accezione più restrittiva del termine "paranoia" col riferimento specifico a complessi di credenze a tema persecutorio. Al contempo, è stata adottata l'espressione "disturbo delirante" per riferirsi al concetto più generale di delirio lucido e razionale, che include per esempio il caso di coloro che sono patologicamente convinti di essere amati da qualcuno (per esempio personaggi pubblici, la cosiddetta sindrome di de Clerambault), di avere ricevuto una speciale missione da parte di Dio, di essere traditi dal proprio partner, e via dicendo.

### Dubbi nell'identificazione della paranoia
(Kurt Cobain, Territorial Pissings)

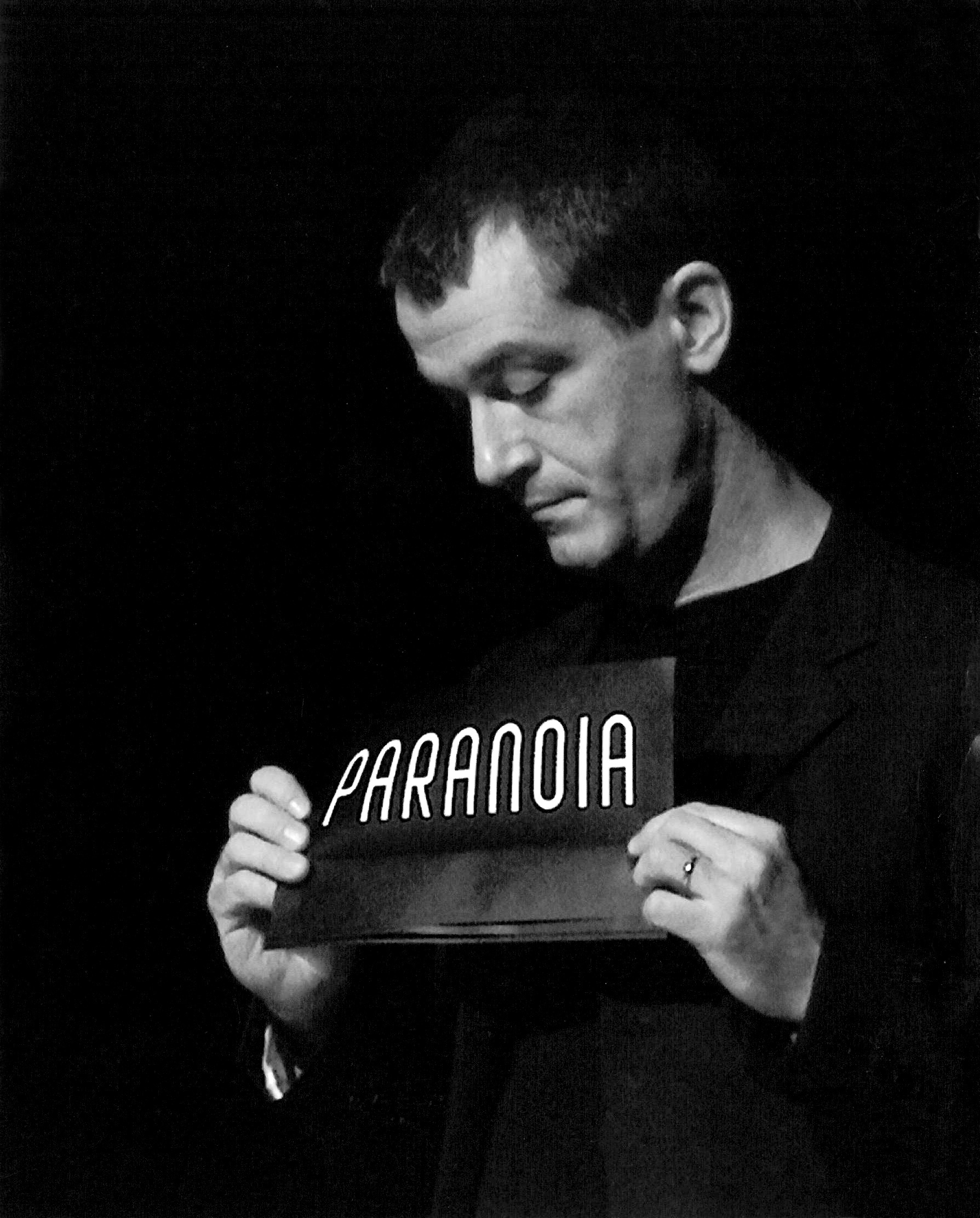
ParaNoia

Da un punto di vista psichiatrico, non è sempre chiaro come si possa distinguere un paranoico da una persona mentalmente sana che sia effettivamente nella posizione di avere molti nemici o essere possibile bersaglio di congiure o persecuzioni. Per esempio, Stalin viene talvolta descritto come paranoico, ma è ragionevole presumere che molte persone volessero realmente la sua morte. Potrebbe darsi che con un numero sufficiente di nemici (per esempio nel caso delle persone molto potenti) sia impossibile non essere clinicamente paranoici. La discriminante teorica (che le paure del soggetto siano o meno fondate) non è sempre applicabile con certezza.
Secondo Freud, i sintomi tipici della paranoia sono:
- tendenza a sovraccaricare  le frasi dette da altri di significati che non sussistono sia secondo chi le ha pronunciate che secondo i presenti o chi ascolta i ricordi del paziente, e a giustificare queste interpretazioni distorte in base al tono della voce e all'espressione del viso dell'interlocutore, in mancanza di una motivazione reale attribuibile al contenuto;
- debolezza di memoria: relativa a interi periodi della vita dimenticati, in cui ha avuto luogo l'episodio riportato a coscienza al termine del trattamento psicoanalitico;
- contestuale capacità di memorizzare interi testi alla prima lettura e sentirli in genere come voci provenienti dall'esterno (quindi in forma di allucinazioni uditive) o più raramente di pensieri propri, che comunque il paziente non è in grado di controllare. Si tratta di voci prodotte dalla mente del paziente, che si impongono alla sua attenzione, esito di un compromesso che porta coscienza qualcosa di simile e collegato all'esperienza rimossa, fra lo psicologo o le esperienze che fanno ricordare, e la coscienza che tende a rimuovere l'esperienza passata;
- rimorso a seguito di mancata vergogna nel periodo in cui è stata vissuta l'esperienza, che diviene poi diffidenza verso di sé, proiezione verso gli altri e diffidenza verso gli altri senza opporre resistenza psichica.

L'indagine psicoanalitica dimostra che una frase apparentemente innocua risveglia un ricordo inconscio, in qualche modo legato ad essa, in genere parole simili pronunciate dalla stessa persona in circostanze che sono oggetto di rimozione.

## Nel linguaggio comune
Come nel caso delle fobie o delle manie di vario genere, il termine "paranoia" viene spesso usato nel linguaggio comune in maniera imprecisa, a prescindere da connotazioni patologiche, per riferirsi a persone che mostrano di ritenersi vittima di qualche persecuzione, o anche semplicemente ansiose o apprensive.
Nel gergo giovanile, il termine - talvolta anche ridotto in “para”, perlopiù al plurale - assume un'accezione impropria, quale rafforzativo di "paura" e sostanzialmente sinonimo "ansia", "angoscia", o ancora di "mania" o di "prostrazione mentale".
I poeti decadenti la indicavano con nomi come spleen o ennui.
Anche le persone che hanno sistemi di credenze riconducibili a teorie del complotto sono talvolta definibili come "paranoiche", o presentano processi psicologici affini a tale categoria funzionale